# تو ني ون
2إن إي1، (بالإنجليزية: 2NE1)‏ ((هانغل: 투애니원)) فرقة فتيات من كوريا الجنوبية مكونة من 4 عضوات ظهروا لأول مرة تحت إدارة شركة واي جي إنترتينمنت وكان أول ظهور لهم سنة 2009 مع أغنية إعلانية بعنوان «لولي بوب» بالاشتراك مع بيغ بانغ.

## التاريخ
تم ذكر 2NE1 لأول مرة في أواخر عام 2004 من قبل وكالة واي جي إنترتينمنت،
تم الإعلان رسميًا عن فرقة في عام 2009 بأن فرقة 2NE1 سوف تتكون من أربعة عضوات
ذكرت الشركة أن الفرقة تدربت لمدة 4 سنوات وأن الأغاني الخاصة بالفرقة
ستتضمن على أغاني من إنتاج الملحن تيدي بارك،
و أعلن رسميًا أن اسم المجموعة هو "21" لكن نظرًا لاكتشاف فرقة آخرى بنفس الاسم تم تغير اسم الفرقة إلى 2NE1، وقد ازداد نجاح توني ون موسيقيا سواء كان في كوريا أو حتى في العالم حتى أصبحن أفضل فرق الفتيات الكوريه فنمذ أول أغنية منفردة لهن "FIRE" استطعن التغلب على الكثير من الأعلام الموسيقية المشهورة، قافزين بشهرتهم للأعلى عند إصدارهن الأغنية المنفردة " i am the best".
في نوفمبر 2016 أعلنت وكالة واي جي إنترتينمنت رسميا تفكك فرقة 2NE1  وأصدرن فيديو كليب أغنية وداعيتهن Goodbye كهدية للمعجبين في 20 يناير 2017

## الأعمال

### ألبومات كورية

#### ألبومات استوديو
- To Anyone (2010)
- Crush (2014)

#### أسطوانات مطولة
- 1st Mini Album  [لغات أخرى]‏ (2009)
- 2nd Mini Album  [لغات أخرى]‏ (2011)

#### أغاني
- (Fire" (2009"
- (2009) "I Don't Care"
- (Clap Your Hands" (2010"
- (2010) "Go Away"
- (2010) "Can't Nobody"
- (2010) "(It Hurts (Slow"
- (Lonely" (2011"
- (I Am the Best" (2011"
- (Hate You" (2011"
- (Ugly" (2011"
- (I Love You  [لغات أخرى]‏" (2012"
- (Falling in Love  [لغات أخرى]‏" (2013"
- (Do You Love Me  [لغات أخرى]‏" (2013"
- (Missing You" (2013"
- (come back home"(2014"
- (Gotta Be You" (2014"
- (Goodbye" (2017"

### الألبومات اليابانية

#### ألبومات استوديو
- Collection (2012)
- Crush (2014)

#### أسطوانات مطولة
- Nolza (2011)

## جولات 2 إن إي1

### جولات
- NOLZA (2011)
- NOLZA في اليابان (2011)
- New Evolution Global Tour (2012)
- AON: All or Nothing الجولة العالمية (2014)

### حفلات آخرى
- YG Family Concert (2010)
- YG Family 15th Anniversary Concert (2011–2012)

## عروض سينمائية
- 2009 Style (ضيوف)
- 2009 Girlfriends (ضيوف)
- 2009 2NE1TV
- 2010 2NE1TV الجزء الثاني
- 2011 2NE1TV Live: Worldwide (الجزء الثالث)
- 2014 America´s Next Top Model CBSTV

## روابط خارجية
- تو ني ون على موقع ميوزك برينز (الإنجليزية)
- تو ني ون على موقع أول ميوزيك (الإنجليزية)
- تو ني ون على موقع ديسكوغز (الإنجليزية)